# 自然-中国
《自然-中国》（Nature China）是英国《自然》杂志社的网上发行杂志。《自然-中国》致力于推广来自中国大陆和香港的优秀科学研究成果。
国际官方网站于2007年1月开启。中国镜站亦于2007年4月25日开启。使用者可以免费阅读网站内所有的文章，包括来自中国大陆和香港的《自然》系列原文章。
2018年1月，该网站进行了完全改版，内容由论文转为科研相关服务。新网站旨在强化自然科研在学术出版之外，为中国科研机构及科研工作者所提供的一系列全方位服务，包括写作培训、学术研讨会、学术影响力及科研职业生涯支持等，以帮助科研人员提升科研效率。

## 中国的科研状况
根据汤普森科学信息研究所（Thompson ISI）的数据显示，在最近十年，中国发表科研文章的数目从每年10,000 篇急速递增到每年超过80,000篇。中国的科学研究水平，在论文数量上，已经可以和英国及日本齐平。而其中具有高影响力(被引用次数排列在Thompson ISI前1%)的文章数目在近五年内增加了十倍。

## 目的与发展路向
《自然-中国》致力从权威学术刊物中遴选来自中国大陆和香港的极具影响力的科学研究论文。每周，《自然-中国》的编辑会在最近发表的论文里选出最好的并为之提供简短的研究亮点。目的是为来自世界各地的科学家和专家提供一个反映中国大陆和香港科学研究最新动态的站点。
任何使用者，包括研究人员、作者、老师、或学生，都可以在《自然-中国》的网站上推荐自己心目中的优秀文章，对被推荐的文章投票或加以评论。
每月《自然-中国》的编辑从被推荐的文章中择优刊登在《自然-中国》的研究亮点上。
《自然-中国》的文章可以归类以下科学领域：
- 生物工程学
- 分子与细胞生物学
- 化学
- 临床医学
- 发育生物学
- 地球科学与环境科学
- 生态学与进化
- 遗传学
- 材料科学
- 神经科学
- 物理学
- 空间科学与天文学

## 出版号
《自然-中国》的电子国际标准连续出版物号（eISSN）是1751-5793。

## 关联公司
- 自然 (期刊)

## 外部連結
官方网站
- 国际官方网站 （页面存档备份，存于）
- 中国官方镜站
- 自然中国官方网站